# Peter Kauzer
Peter Kauzer (ur. 8 września 1983) – słoweński kajakarz górski, srebrny medalista olimpijski z Rio de Janeiro.
Igrzyska w 2016 były jego trzecimi igrzyskami olimpijskimi. Srebrny medal wywalczył w kajakowych jedynkach. Dwukrotnie był złotym medalistą mistrzostw świata w rywalizacji indywidualnej (2009 i 2011), zajął trzecie miejsce w 2017. W drużynie dwukrotnie zdobywał brązowe medale 2005 i 2017. Na mistrzostwach Europy zdobywał złoto indywidualnie w 2010 i 2018 oraz srebro w 2005 i 2007. W drużynie zostawał mistrzem Europy w 2005, 2006 i 2007, sięgał po srebro w 2019 oraz brąz w 2010 i 2018.